# The Feathered Serpent
The Feathered Serpent é um filme de suspense britânico de 1934, dirigido por Maclean Rogers e estrelado por Enid Stamp Taylor, Tom Helmore e Moore Marriott.
É baseado no romance de 1927 The Feathered Serpent, de Edgar Wallace.

## Sinopse
Um repórter enfrenta uma corrida contra o tempo para livrar uma atriz acusada de assassinato. 

## Elenco

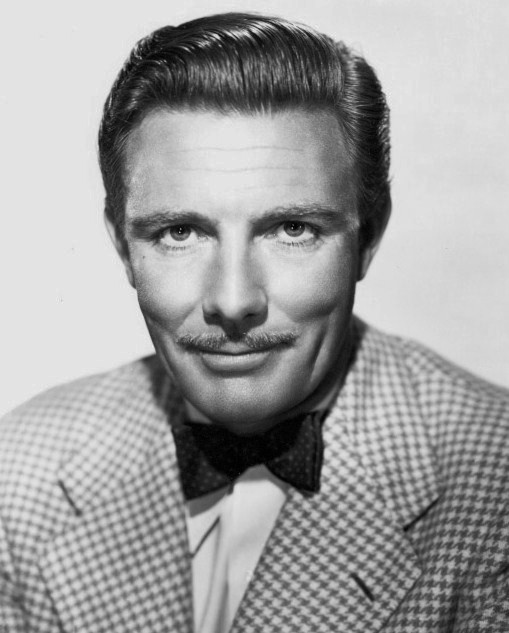
Tom Helmore

- Enid Stamp Taylor — Ella Crewe
- Tom Helmore — Peter Dewin
- D. A. Clarke-Smith — Joe Farmer
- Moore Marriott — Harry Hugg
- Molly Fisher — Daphne Olroyd
- Vincent Holman — Inspetor Clarke
- Evelyn Roberts — Leicester Crewe
- Iris Baker — Paula Ricks
- O. B. Clarence — George Beale